# Solanum cordifolium
Solanum cordifolium är en potatisväxtart som beskrevs av Michel Félix Dunal. Solanum cordifolium ingår i släktet skattor som ingår i familjen potatisväxter. Inga underarter finns listade i Catalogue of Life.